# José Cabrera (soldado)
José Cabrera Gómez (1810 – 14 de marzo de 1884) fue un soldado y político dominicano que fue una figura prominente en la Guerra de Independencia Dominicana y la Guerra de Restauración Dominicana. En este último conflicto, fue uno de los líderes del Grito del Capotillo, que desencadenó el inicio de la guerra contra el Reino de España. En sus últimos años, se involucró en la lucha contra los Estados Unidos en la Guerra de los Seis Años. Durante este periodo, Cabrera continuó defendiendo la soberanía nacional frente a las intervenciones extranjeras y participó activamente en la resistencia armada contra la ocupación estadounidense.

Busto de José Cabrera en el Parque Independencia, Santo Domingo, República Dominicana.

## Primeros años de vida
Nació en 1810, durante los primeros años de España Boba. Algunos historiadores, como Manuel Rodríguez Objío, sitúan su lugar de nacimiento en Dajabón, y otros en Higüerito, cerca de Sabaneta. Era hijo de Agustín Cabrera y Juliana Gómez. Desde joven mostró un fuerte sentido patriótico y se involucró en las primeras luchas por la independencia dominicana.
Fue soldado de la Guerra de Independencia Dominicana, tras lo cual se retiró de las actividades militares hasta la década de 1860. En ese periodo, se dedicó a actividades agrícolas y a fortalecer su influencia local, aunque mantuvo un firme compromiso con la causa patriótica.

## Guerra de Restauración
En el exilio, fue uno de los primeros en oponerse a la Anexión a España proclamada en 1861 por Pedro Santana. El 1 de junio de ese mismo año se unió a Francisco del Rosario Sánchez, quien al frente de una expedición se adentró en territorio dominicano atravesando Hondo Valle, Vallejuelo y El Cercado. Gracias a su conocimiento de las zonas fronterizas, Cabrera actuó como enlace entre Sánchez y el general Santiago Rodríguez Masagó, quien estaba informado sobre los preparativos de la expedición y había manifestado su disposición a colaborar. Luego del fracaso de la misión, Cabrera consiguió escapar con vida de forma casi milagrosa y encontró refugio en Haití.
En abril de 1862, volvió a cruzar la frontera por las zonas de La Vissite y Ouanaminthe hacia territorio dominicano, con el objetivo de luchar por la restauración de la independencia. Fue perseguido hasta el cerro de David por el general Campillo, conocido por su brutal represión contra los pobladores de la región fronteriza conocida como La Línea. Sin embargo, logró escapar de sus captores. Rechazó la amnistía ofrecida por el gobierno español y decidió quedarse en suelo dominicano, acompañado por sus leales compañeros de combate, Gume Fortuna y Pablo Reyes, así como un reducido grupo de guerrilleros. Su propósito era continuar la resistencia contra el dominio colonial mientras buscaban establecer vínculos con las fuerzas lideradas por Masagó, Pedro Antonio Pimentel y Benito Monción que planeaba la reanudación de la guerra desde Haití.
El 21 de febrero de 1863, durante el ataque a la ciudad de Guayubín encabezado por Lucas de Peña, Cabrera se destacó como uno de los guerrilleros más valientes. Tras el fracaso de esta ofensiva, rechazó las propuestas de perdón que le ofrecieron las autoridades españolas y se retiró hacia la zona fronteriza, ocultándose en una elevación que desde entonces llevaría su nombre, hoy también conocido como un poblado. Permaneció allí hasta el 16 de agosto de ese mismo año, cuando logró finalmente establecer contacto con el grupo encabezado por Rodríguez, Monción y Pimentel. Juntos atravesaron la frontera norte y, en el cerro de Capotillo —situado en el límite con Haití—, alzaron la bandera tricolor, que había sido confeccionada por el sastre curazoleño Humberto Marsan, en lo que se conoce como el Grito del Capotillo, que encendió la Guerra de Restauración dominicana.
Fue de los principales líderes que encabezaron las acciones de esa jornada, iniciando con el ataque y la toma de la plaza de Sabaneta. Posteriormente, participó activamente en el de la ciudad de Santiago, desempeñó el cargo de jefe del cantón Otra Banda, más tarde, llevó a diversas misiones en otras localidades. San José de las Matas. El 16 de septiembre de 1863 viajó con Masagó a la frontera y estuvo en Bánica y Las Matas de Farfán en la región sur.
Una misiva del Ministerio Guerra, con fecha del 2 de noviembre de 1863, le instruyó que estuviera preparado para liderar una columna que llevaría operaciones en San Cristóbal. Poco después, regresó al noroeste. En la Línea comandó el campamento patriota en Manzanillo, y luchó contra los españoles que desembarcaron con el general José de la Gándara en Montecristi el 17 de abril de 1864. Tras la caída del gobierno del general Gaspar Polanco, en enero de 1865, fue uno de los restauradores que sufrió persecución bajo el mandato del presidente Pedro Antonio Pimentel. Tras la liberación de España, continuó desempeñando su honorable labor hombre de armas y fervor patriota.

## Carrera posterior
Tras la restauración de la República Dominicana, Cabrera se retiró a una donde se dedicó cuidado sus cultivos. A pesar de haber sido nombrado comandante en Dajabón, permaneció vigilante y dispuesto a responder a cualquier requerimiento del Gobierno provisional de Restauración. Se unió al Partido Azul y luchó contra el régimen de los Sexenios de Buenaventura Báez. En 1869, cuando Báez y su dictadura antinacional buscaban afanosamente la anexión del país a los Estados Unidos, Cabrera reafirmó su condición de patriota independentista y tomó Sabaneta por asalto temporalmente.

## Muerte
Murió en la pobreza el 14 de marzo de 1884 a la edad de 74 años en Peladero, Montecristi. Otra versión sostiene que falleció en Las Aguas, localidad perteneciente a la provincia. Sus restos fueron sepultados en cementerio de Montecristi.